# Морозов Ігор Анатолійович (хокеїст)
Ігор Анатолійович Морозов (15 лютого 1961, Москва, СРСР — 7 січня 2004) — радянський хокеїст, правий нападник. Переможець молодіжної першості світу.

## Біографічні відомості
Вихованець СДЮШОР московського «Динамо». 1978 року став чемпіоном і кращим нападником юніорської першості СРСР, наступного сезону — переможцем молодіжного чемпіонату. Бронзовий призер юніорського чемпіонату Європи 1978 року. Серед його партнерів — кияни Анатолій Хоменко і Євген Попов. Переможець молодіжної першості світу 1980 року. Найбільш відомими з гравців того складу стали олімпійські чемпіони Володимир Крутов, Ігор Ларіонов і Сергій Свєтлов.
Перший матч у вищій лізі провів 27 квітня 1980 року. Московські «динамівці» поступилося челябінському «Трактору» (5:6). В наступних сезонах захищав кольори клубів «Динамо» (Харків), «Динамо» (Рига), «Крила Рад» (Москва) і «Кристал» (Електросталь). Майстер спорту СРСР. У вищій лізі 108 провів матчів (9+9). Більшість часу грав з братом Андрієм Морозовим.

## Досягнення
- Чемпіон світу серед молоді (1): 1980
- Бронзовий призер юніорського чемпіонату Європи (1): 1979

## Статистика
| Сезон               | Команда                  | Ліга                | І   | Г  | П  | 0  | Штр |
| ------------------- | ------------------------ | ------------------- | --- | -- | -- | -- | --- |
| 1979-80             | «Динамо» (Москва)        | СРСР                | 4   | 0  | 0  | 0  | 0   |
| 1980-81             | «Динамо» (Харків)        | СРСР-3              | 71  | 30 | 25 | 55 | 58  |
| 1981-82             | «Динамо» (Рига)          | СРСР                | 14  | 2  | 0  | 2  | 10  |
|                     | «Динамо» (Харків)        | СРСР-3              | 14  | 5  | 4  | 9  | 8   |
|                     | «Динамо» (Харків)        | СРСР-3              |     | 8  |    |    |     |
| 1982-83             | «Крила Рад» (Москва)     | СРСР                | 42  | 3  | 5  | 8  | 19  |
| 1983-84             | «Крила Рад» (Москва)     | СРСР                | 24  | 3  | 4  | 7  | 2   |
| 1984-85             | «Крила Рад» (Москва)     | СРСР                | 24  | 1  | 0  | 1  | 8   |
|                     | «Крила Рад» (Москва)     | перехідна           | 24  | 3  |    |    |     |
| 1985-86             | «Динамо» (Харків)        | СРСР-2              | 45  | 9  | 14 | 23 | 22  |
| 1986-87             | «Кристал» (Електросталь) | СРСР-2              | 5   | 0  | 0  | 0  | 0   |
| Всього у вищій лізі | Всього у вищій лізі      | Всього у вищій лізі | 108 | 9  | 9  | 18 | 39  |